# William McArthur
William Surlers McArthur ml. (* 26. července 1951 Laurinburg, Severní Karolína, USA) byl původně letec Armády USA, od ledna 1990 je členem oddílu astronautů NASA. Do vesmíru vzlétl třikrát v letech 1993 – 2000 na palubě amerických raketoplánů, při čtvrtém letu strávil půl roku na Mezinárodní vesmírné stanici (ISS) jako člen Expedice 12. V kosmu strávil celkem 224 dní, 22 hodin a 22 minut.

## Život

### Voják
William McArthur pochází ze Severní Karolíny, zde také roku 1969 ukončil střední školu. Po střední škole nastoupil na Vojenskou akademii ve West Pointu. Roku 1973 ji absolvoval a byl přidělen do Fort Bragg k 82. výsadkové divizi. Po ročním studiu (1975-76) na armádní letecké škole byl na dva roky přeložen do Koreje, později sloužil opět ve Spojených státech. Roku 1983 získal magisterský titul na Georgia Institute of Technology. Potom do roku 1986 přednášel ve West Pointu. Roku 1987 absolvoval školu zkušebních letců Naval Test Pilot School a začal pracovat v Johnsonovu vesmírném středisku.

### Astronaut
Přihlásil se do 12. náboru astronautů NASA roku 1987, kdy se pouze dostal mezi 117 finalistů. Napodruhé, ve 13. náboru, už byl úspěšný a od 17. ledna 1990 se stal astronautem. Absolvoval všeobecnou kosmickou přípravu a získal kvalifikaci letový specialista.
Záhy po skončení základního výcviku byl zařazen do posádky letu STS-58. Do vesmíru odstartoval na palubě raketoplánu Columbia 18. října 1993. Raketoplán přistál po 14 dnech a 14 minutách letu dne 1. listopadu 1993.
Ve dnech 12. – 20. listopadu 1995 se do vesmíru podíval podruhé, tentokrát na palubě raketoplánu Atlantis při letu STS-74 trvajícím 8 dní, 4 hodiny a 32 minut.
V červnu 1997 byl zařazen do posádky letu STS-92 raketoplánu Discovery, let proběhl od 11. do 24. října 2000 a trval 12 dní, 21 hodin a 44 minut.
V březnu 2001 byl jmenován palubním inženýrem posádky Expedice 8 na Mezinárodní vesmírnou stanici (ISS) s Michaelem Foalem a Valerijem Tokarevem, téhož roku odešel z armády. V únoru 2003 byly osádky omezeny na dva kosmonauty a tak Foale z trojice vypadl. McArthur (nyní velitel) a Tokarev byli přesunuti do Expedice 9 a zálohy pro Expedici 8, start Expedice 9 byl naplánová na duben 2004. V lednu 2004 byl však ruskými lékaři pro zdravotní problémy vyřazen z posádky, posléze bylo rozhodnuto zaměnit i Tokareva. Nyní se dvojice McArthur, Tokarev připravovala na start v říjnu 2005 jako posádka Expedice 12 (současně tvořili zálohu pro Expedici 10).
Ke svému poslednímu a nejdelšínu letu odstartoval 1. října 2005 z kosmodromu Bajkonur v lodi Sojuz TMA-7 společně s Tokarevem a vesmírným turistou Gregory Olsenem. Na stanici vystřídali kolegy z jedenácté expedice, šest měsíců plnili letový program a 8. dubna 2006 přistáli na Zemi. Let trval 189 dní, 19 hodin a 52 minut.
William McArthur je ženatý, má dvě dcery.